# José María Montealegre Fernández
Pour les articles homonymes, voir Fernández.
José María Montealegre Fernández, né le 19 mars 1815 à San José – mort le 26 septembre 1887 à San José, est un homme d'État costaricien. Il fut président provisoire du Costa Rica, du 14 août 1859 au 29 avril 1860, puis président constitutionnel du 29 avril 1860 au 8 mai 1863. En 1869, il fut président du Sénat du pays. À la suite de désaccords avec le président Tomás Guardia Gutiérrez, il quitte le Costa Rica pour ne plus y revenir. Il s’installe avec sa famille en Californie et meurt à San José.